# Abram Ioffé
Abram Fiodorovitch Ioffé (en russe : Абрам Фёдорович Иоффе), est un physicien soviétique né le 17/29 octobre 1880 à Romny dans le gouvernement de Poltava (Empire russe, aujourd'hui en Ukraine) et mort le 14 octobre 1960 à Kiev (Union soviétique, aujourd'hui en Ukraine).
Il fut vice-président de l'académie des Sciences (1926-1929) et fondateur de l'Institut physico-technique de Petrograd (1918) et l'un des pionniers de l'école de physique soviétique.

## Biographie
Ioffé est né à Romny, d'une famille juive de classe moyenne. Après un diplôme en 1902 de l'Institut impérial de technologie de Saint-Pétersbourg, il est pendant 2 ans l'assistant de Röntgen à Munich. Il y reçoit son doctorat en 1905.
Il revient ensuite à Saint-Pétersbourg où il devient en 1919 directeur de l'Institut physico-technique de Leningrad (LPTI) nouvellement créé.
Dès 1911, il aurait estimé la charge de l'électron, indépendamment des recherches de Robert Andrews Millikan (mais ne publia ses résultats qu'en 1913). Ioffé s'est principalement consacré à la physique de la matière condensée, en particulier aux propriétés diélectriques et à la physique des cristaux : il montra en 1924 comment l'action d'un solvant permet d'augmenter la dureté des cristaux ioniques. Bien plus tard, il fit connaître en URSS la physique des semiconducteurs et, à partir de 1932, la physique nucléaire (il confia la direction de ce département à Igor Kourtchatov). Dans les années 1930, il contribue aux efforts russes de développement de techniques de radio-localisation des avions. Le compte-rendu de la conférence de 1934 qu'il organisa posait les bases du développement mondial des radars.
En 1942, il refuse du fait de son âge de diriger le projet soviétique de développement d'une bombe nucléaire.
En 1950, la campagne contre les « cosmopolites sans racines » conduit à ce qu'il soit démis de son poste au LPTI. Toutefois de 1952 à 1954, il dirige le laboratoire des semi-conducteurs de l'académie des sciences d'URSS.
Après sa mort en 1960, le LPTI est renommé Institut physico-technique Ioffé.

## Travaux
Ioffé a été actif dans les domaines de l'électromagnétisme, la radiologie, les cristaux, la physique des collisions à impact élevé, la thermoélectricité et la photoélectricité. Il a établi des laboratoires de recherches en radioactivité, supraconductivité, et physique nucléaire.
En 1911, il établit la charge de l'électron indépendamment de Millikan, en équilibrant contre la gravité des micro-particules de métal dans un champ électrique (publié en 1913).